# Raiske
Raiske (en ucraniano: Райське; en ruso: Райское, romanizado: Raískoye) es un asentamiento de tipo urbano ucraniano perteneciente al óblast de Donetsk. Situado en el este del país, hasta 2020 era parte del área municipal de Druzhkivka pero después de esta fecha, se convirtió en parte del raión de Kramatorsk y parte del municipio (hromada) de Druzhkivka.

## Geografía
Raiske se encuentra a orillas del río Kasenni Torets, 8 km al suroeste de Druzhkivka y 67 km al norte de Donetsk.

## Historia
El 27 de octubre de 1938, Raiske recibió el estatus de asentamiento de tipo urbano. 

## Demografía
La evolución de la población de Raiske entre 2001 y 2022 fue la siguiente:
| 1043                                                          | 949 | 912 | 885 | 846 | 757 |
| (Fuente: Cities & Towns of Ukraine y UKRAINE: Größere Städte) |     |     |     |     |     |

Según el censo de 2001, la lengua materna de la mayoría de los habitantes, el 90,51%, es el ucraniano; del 8,72% es el ruso.

## Infraestructura

### Transporte
La estación de tren de Druzhkivka es la más cercana, a 8 km.